# Ching Siu Nga
Jessica Ching Siu Nga (tiếng Trung: 程小雅; sinh ngày 11 tháng 2 năm 1987) là một vận động viên đi bộ người Hồng Kông. Cô đại diện cho Hồng Kông tại Thế vận hội Mùa hè 2020 ở Tokyo vào năm 2021, tham gia trong bộ môn đi bộ với nội dung 20 km nữ.